# Новобілокоровицька селищна рада
Новобілокоро́вицька се́лищна ра́да — колишня адміністративно-територіальна одиниця та орган місцевого самоврядування в Олевському районі Житомирської області УРСР та України. Адміністративний центр — селище міського типу Нові Білокоровичі.

## Загальні відомості
- Територія ради: 58,67 км²
- Населення ради: 3 034 особи (станом на 1 січня 2011 року)

## Населені пункти
Селищній раді були підпорядковані населені пункти:
- смт Нові Білокоровичі

## Населення
Відповідно до результатів перепису населення СРСР, кількість населення ради, станом на 12 січня 1989 року, становила 5 971 особу.
Станом на 5 грудня 2001 року, відповідно до перепису населення України, кількість мешканців селищної ради становила 3 370 осіб.

## Склад ради
Рада складалася з 20 депутатів та голови.
- Голова ради: Андрієнко Олена Сергіївна

### Керівний склад попередніх скликань
| Прізвище, ім'я, по батькові | Основні відомості                                                                                       | Дата обрання | Дата звільнення |
| --------------------------- | --- | ------------ | --------------- |
| Любиченко Володимир Якович  | Селищний голова, 1960 року народження, освіта середня спеціальна                                        | 26.03.2006   | 31.10.2010      |
| Любиченко Володимир Якович  | Селищний голова, 1960 року народження, освіта середня спеціальна, член політичної партії «Наша Україна» | 31.10.2010   | 09.09.2012      |
| Андрієнко Олена Сергіївна   | Селищний голова, 1965 року народження, освіта вища, член Партії регіонів                                | 09.09.2012   |                 |

Примітка: таблиця складена за даними сайту Верховної Ради України

### Депутати
За результатами місцевих виборів 2010 року депутатами ради стали:

#### За суб'єктами висування
| Суб'єкт висування           | Кількість обраних депутатів | %  |
| --------------------------- | --------------------------- | -- |
| Самовисування               | 18                          | 90 |
| Комуністична партія України | 1                           | 5  |
| Народна партія              | 1                           | 5  |

#### За округами
| № округу                    | Прізвище, ім'я, по батькові      | Дата визнання обраним | Освіта  | Партійна приналежність | Відомості про обраного депутата                         |
| --------------------------- | -------------------------------- | --------------------- | ------- | ---------------------- | ------------------------------------------------------- |
| Комуністична партія України |                                  |                       |         |                        |                                                         |
| 18                          | Абсанідзе Галина Олександрівна   | 04.11.2010            | середня | позапартійна           | тимчасово не працює                                     |
| Народна Партія              |                                  |                       |         |                        |                                                         |
| 19                          | Конончук Микола Миколайович      | 04.11.2010            | вища    | позапартійний          | ДП «Білокоровицький лісгосп», голова профкому           |
| Самовисування               |                                  |                       |         |                        |                                                         |
| 1                           | Томчук Андрій Павлович           | 04.11.2010            | середня | позапартійний          | ст. Білокоровичі ПЗЗ, начальник                         |
| 2                           | Савенок Ярослав Миколайович      | 04.11.2010            | вища    | позапартійний          | Олевське УОС, гол. механік                              |
| 3                           | Лугина Володимир Володимирович   | 04.11.2010            | середня | позапартійний          | ст. Коростень ПЗЗ, машиніст тепловоза                   |
| 4                           | Андрієнко Олена Сергіївна        | 04.11.2010            | вища    | позапартійна           | Новобілокоровицька селищна рада, секретар               |
| 5                           | Гриб Надія Іванівна              | 04.11.2010            | середня | позапартійна           | Ветдільниця с. Білокоровичі, вет. фельдшер              |
| 6                           | Чамор Олександр Миколайович      | 04.11.2010            | середня | позапартійний          | Дитсадок Н-Білокоровичі, сторож                         |
| 7                           | Музика Іван Петрович             | 04.11.2010            | середня | позапартійний          | пенсіонер                                               |
| 8                           | Кірейцев Олександр Олександрович | 04.11.2010            | середня | позапартійний          | пенсіонер                                               |
| 9                           | Буянов Василь Миколайович        | 04.11.2010            | середня | позапартійний          | тимчасово не працює                                     |
| 10                          | Пантюшко Тетяна Анатоліївна      | 04.11.2010            | середня | позапартійна           | Н-Білокоровицька амбулаторія, медсестра                 |
| 11                          | Мосейчук Василь Степанович       | 04.11.2010            | середня | позапартійний          | приватний підприємець                                   |
| 12                          | Любиченко Володимир Федорович    | 04.11.2010            | середня | позапартійний          | приватний підприємець                                   |
| 13                          | Бударов Олександр Валерійович    | 04.11.2010            | середня | позапартійний          | приватний підприємець                                   |
| 14                          | Макарчук Петро Михайлович        | 04.11.2010            | середня | позапартійний          | Н-Білокоровицька загальноосвітня школа № 3, оператор ГК |
| 15                          | Янковець Світлана Миколаївна     | 04.11.2010            | середня | позапартійна           | Н-Білокоровицька амбулаторія, акушер                    |
| 16                          | Коцур Сергій Леонідович          | 04.11.2010            | вища    | позапартійний          | Н-Білокоровицьке БКП, начальник                         |
| 17                          | Помінчук Оксана Василівна        | 04.11.2010            | середня | позапартійна           | тимчасово не працює                                     |
| 20                          | Дорош Людмила Павлівна           | 04.11.2010            | середня | позапартійна           | Н-Білокоровицька селищна рада, директор ЦСССДМ          |

## Історія
Селищну раду було утворено 9 жовтня 1961 року після віднесення с. Нові Білокоровичі Білокоровицької сільської ради Олевського району до категорії селищ міського типу. 7 січня 1963 року, відповідно до рішення Житомирського облвиконкому № 2 «Про зміну адміністративної підпорядкованості окремих сільських рад і населених пунктів», підпорядковано робітниче селище Жовтневе Топільнянської сільської ради Олевського району. 27 січня 1965 року, відповідно до рішення Житомирського облвиконкому № 39 «Про зміни в адміністративному підпорядкуванні деяких населених пунктів області», сел. Жовтневе передане до складу Топільнянської сільської ради Олевського району.
Станом на 1 січня 1972 року селищна рада входила до складу Олевського району Житомирської області, на обліку в раді перебувало смт Нові Білокоровичі.
Ліквідована 3 січня 2017 року через об'єднання до складу Олевської міської територіальної громади Олевського району Житомирської області.